# Liste der Nummer-eins-Hits in Ungarn (2006)
Dies ist eine Liste der Nummer-eins-Hits in Ungarn im Jahr 2006. Sie basiert auf der Rádiós Top 40 játszási lista  und der Top 40 album-, DVD- és válogatáslemez-lista der Magyar Hanglemezkiadók Szövetsége (Mahasz), dem ungarischen Vertreter der International Federation of the Phonographic Industry.

## Singles
| ← 2005 ← | Liste der Nummer-eins-Hits in Ungarn | Liste der Nummer-eins-Hits in Ungarn | Liste der Nummer-eins-Hits in Ungarn | 2007 →                    |
| \| Zeitraum \| Wo. ges. \| Interpret \| Titel Autor(en) \| Zusätzliche Informationen \| \| (Zeitraum, Wochen auf Platz eins, Interpret, Titel, Autor[en], zusätzliche Informationen) \| \| \| \| \| \| ----------------------------------------------------------------------------------------- \| -------- \| ----------------------------------- \| -------------------------------------------------------------------------------------------------------------------------------------------------------------- \| ------------------------- \| \| 14. November 2005 – 5. Februar 2006 12 Wochen (insgesamt 14) \| 14 \| Madonna \| Hung Up Madonna Ciccone, Stuart Price, Benny Andersson, Björn Ulvaeus \| – \| \| 6. Februar 2006 – 19. Februar 2006 2 Wochen (insgesamt 5) \| 5 \| Juanes \| La camisa negra Juan Esteban Aristiabal \| – \| \| 20. Februar 2006 – 5. März 2006 2 Wochen (insgesamt 14) \| 14 \| Madonna \| Hung Up Madonna Ciccone, Stuart Price, Benny Andersson, Björn Ulvaeus \| – \| \| 6. März 2006 – 26. März 2006 3 Wochen (insgesamt 5) \| 5 \| Juanes \| La camisa negra Juan Esteban Aristiabal \| – \| \| 27. März 2006 – 2. April 2006 1 Woche \| 1 \| Eros Ramazzotti & Anastacia \| I Belong to You (Il ritmo della passione) Musik: Claudio Guidetti, Eros Ramazzotti; Text: Kara DioGuardi, Anastacia Newkirk, Eros Ramazzotti, Giuseppe Rinaldi \| – \| \| 3. April 2006 – 30. April 2006 4 Wochen \| 4 \| Madonna \| Sorry Madonna Ciccone, Stuart Price \| – \| \| 1. Mai 2006 – 7. Mai 2006 1 Woche \| 1 \| Pink \| Stupid Girls Robin Lynch, Billy Mann, Alicia Moore, Niklas Olovson \| – \| \| 8. Mai 2006 – 9. Juli 2006 9 Wochen \| 9 \| Shakira feat. Wyclef Jean \| Hips Don’t Lie Omar Alfanno, Luis Díaz, Jerry Duplessis, Wyclef Jean, Shakira Mebarak, Latavia Chufon Parker \| – \| \| 10. Juli 2006 – 30. Juli 2006 3 Wochen \| 3 \| Robbie Williams \| Sin Sin Sin Stephen Duffy, Pedro Heath, Robbie Williams \| – \| \| 31. Juli 2006 – 6. August 2006 1 Woche (insgesamt 2) \| 2 \| Juanes \| A Dios le pido Juan Esteban Aristiabal \| – \| \| 7. August 2006 – 20. August 2006 2 Wochen (insgesamt 3) \| 3 \| Sérgio Mendes feat. Black Eyed Peas \| Mas Que Nada Jorge Ben \| – \| \| 21. August 2006 – 27. August 2006 1 Woche \| 1 \| Gnarls Barkley \| Crazy Brian Burton, Thomas Callaway, Gian Piero Reverberi, Gianfranco Reverberi \| – \| \| 28. August 2006 – 3. September 2006 1 Woche (insgesamt 2) \| 2 \| Juanes \| A Dios le pido Juan Esteban Aristiabal \| – \| \| 4. September 2006 – 10. September 2006 1 Woche (insgesamt 3) \| 3 \| Sérgio Mendes feat. Black Eyed Peas \| Mas Que Nada Jorge Ben \| – \| \| 11. September 2006 – 1. Oktober 2006 3 Wochen (insgesamt 4) \| 4 \| Bob Sinclar feat. Steve Edwards \| World, Hold On Christophe Le Friant, Michael Andre Tordjman, Stephen Neil Edwards \| – \| \| 2. Oktober 2006 – 15. Oktober 2006 2 Wochen (insgesamt 6) \| 6 \| Pink \| Who Knew Lukasz Gottwald, Max Martin, Alicia Moore \| – \| \| 16. Oktober 2006 – 22. Oktober 2006 1 Woche (insgesamt 4) \| 4 \| Bob Sinclar feat. Steve Edwards \| World, Hold On Christophe Le Friant, Michael Andre Tordjman, Stephen Neil Edwards \| – \| \| 23. Oktober 2006 – 19. November 2006 4 Wochen (insgesamt 6) \| 6 \| Pink \| Who Knew Lukasz Gottwald, Max Martin, Alicia Moore \| – \| \| 20. November 2006 – 26. November 2006 1 Woche \| 1 \| Rihanna \| Unfaithful Shaffer Smith, Tor Erik Hermansen, Mikkel S. Eriksen \| – \| \| 27. November 2006 – 17. Dezember 2006 3 Wochen \| 3 \| Pussycat Dolls feat. Snoop Dogg \| Buttons Sean Garrett, Jamal F. Jones, Jason Wayne Perry, Nicole Scherzinger \| – \| \| 18. Dezember 2006 – 21. Januar 2007 5 Wochen \| 5 \| Madonna \| Jump Joe Henry, Madonna Ciccone, Stuart Price \| – \| |                                      |                                      | |                           |
| ← 2005 |                                      |                                      | | → 2007 →                  |
| Zeitraum | Wo. ges.                             | Interpret                            | Titel Autor(en) | Zusätzliche Informationen |
| (Zeitraum, Wochen auf Platz eins, Interpret, Titel, Autor[en], zusätzliche Informationen) |                                      |                                      | |                           |
| 14. November 2005 – 5. Februar 2006 12 Wochen (insgesamt 14) | 14                                   | Madonna                              | Hung Up Madonna Ciccone, Stuart Price, Benny Andersson, Björn Ulvaeus                                                                                          | –                         |
| 6. Februar 2006 – 19. Februar 2006 2 Wochen (insgesamt 5) | 5                                    | Juanes                               | La camisa negra Juan Esteban Aristiabal | –                         |
| 20. Februar 2006 – 5. März 2006 2 Wochen (insgesamt 14) | 14                                   | Madonna                              | Hung Up Madonna Ciccone, Stuart Price, Benny Andersson, Björn Ulvaeus                                                                                          | –                         |
| 6. März 2006 – 26. März 2006 3 Wochen (insgesamt 5) | 5                                    | Juanes                               | La camisa negra Juan Esteban Aristiabal | –                         |
| 27. März 2006 – 2. April 2006 1 Woche | 1                                    | Eros Ramazzotti & Anastacia          | I Belong to You (Il ritmo della passione) Musik: Claudio Guidetti, Eros Ramazzotti; Text: Kara DioGuardi, Anastacia Newkirk, Eros Ramazzotti, Giuseppe Rinaldi | –                         |
| 3. April 2006 – 30. April 2006 4 Wochen | 4                                    | Madonna                              | Sorry Madonna Ciccone, Stuart Price | –                         |
| 1. Mai 2006 – 7. Mai 2006 1 Woche | 1                                    | Pink                                 | Stupid Girls Robin Lynch, Billy Mann, Alicia Moore, Niklas Olovson                                                                                             | –                         |
| 8. Mai 2006 – 9. Juli 2006 9 Wochen | 9                                    | Shakira feat. Wyclef Jean            | Hips Don’t Lie Omar Alfanno, Luis Díaz, Jerry Duplessis, Wyclef Jean, Shakira Mebarak, Latavia Chufon Parker                                                   | –                         |
| 10. Juli 2006 – 30. Juli 2006 3 Wochen | 3                                    | Robbie Williams                      | Sin Sin Sin Stephen Duffy, Pedro Heath, Robbie Williams | –                         |
| 31. Juli 2006 – 6. August 2006 1 Woche (insgesamt 2) | 2                                    | Juanes                               | A Dios le pido Juan Esteban Aristiabal | –                         |
| 7. August 2006 – 20. August 2006 2 Wochen (insgesamt 3) | 3                                    | Sérgio Mendes feat. Black Eyed Peas  | Mas Que Nada Jorge Ben | –                         |
| 21. August 2006 – 27. August 2006 1 Woche | 1                                    | Gnarls Barkley                       | Crazy Brian Burton, Thomas Callaway, Gian Piero Reverberi, Gianfranco Reverberi                                                                                | –                         |
| 28. August 2006 – 3. September 2006 1 Woche (insgesamt 2) | 2                                    | Juanes                               | A Dios le pido Juan Esteban Aristiabal | –                         |
| 4. September 2006 – 10. September 2006 1 Woche (insgesamt 3) | 3                                    | Sérgio Mendes feat. Black Eyed Peas  | Mas Que Nada Jorge Ben | –                         |
| 11. September 2006 – 1. Oktober 2006 3 Wochen (insgesamt 4) | 4                                    | Bob Sinclar feat. Steve Edwards      | World, Hold On Christophe Le Friant, Michael Andre Tordjman, Stephen Neil Edwards                                                                              | –                         |
| 2. Oktober 2006 – 15. Oktober 2006 2 Wochen (insgesamt 6) | 6                                    | Pink                                 | Who Knew Lukasz Gottwald, Max Martin, Alicia Moore | –                         |
| 16. Oktober 2006 – 22. Oktober 2006 1 Woche (insgesamt 4) | 4                                    | Bob Sinclar feat. Steve Edwards      | World, Hold On Christophe Le Friant, Michael Andre Tordjman, Stephen Neil Edwards                                                                              | –                         |
| 23. Oktober 2006 – 19. November 2006 4 Wochen (insgesamt 6) | 6                                    | Pink                                 | Who Knew Lukasz Gottwald, Max Martin, Alicia Moore | –                         |
| 20. November 2006 – 26. November 2006 1 Woche | 1                                    | Rihanna                              | Unfaithful Shaffer Smith, Tor Erik Hermansen, Mikkel S. Eriksen                                                                                                | –                         |
| 27. November 2006 – 17. Dezember 2006 3 Wochen | 3                                    | Pussycat Dolls feat. Snoop Dogg      | Buttons Sean Garrett, Jamal F. Jones, Jason Wayne Perry, Nicole Scherzinger                                                                                    | –                         |
| 18. Dezember 2006 – 21. Januar 2007 5 Wochen | 5                                    | Madonna                              | Jump Joe Henry, Madonna Ciccone, Stuart Price | –                         |

## Alben
| ← 2005 ← | Liste der Nummer-eins-Hits in Ungarn | Liste der Nummer-eins-Hits in Ungarn | Liste der Nummer-eins-Hits in Ungarn | 2007 →                    |
| \| Zeitraum \| Wo. ges. \| Interpret \| Titel \| Zusätzliche Informationen \| \| (Zeitraum, Wochen auf Platz eins, Interpret, Titel, zusätzliche Informationen) \| \| \| \| \| \| ------------------------------------------------------------------------------ \| -------- \| -------------------------- \| ---------------------------- \| ------------------------- \| \| 7. November 2005 – 1. Januar 2006 8 Wochen \| 8 \| Caramel \| Nyugalomterápia \| – \| \| 2. Januar 2006 – 8. Januar 2006 1 Woche \| 1 \| Adagio \| Adagio \| – \| \| 9. Januar 2006 – 15. Januar 2006 1 Woche \| 1 \| Pinokkió \| Az én albumom! \| – \| \| 16. Januar 2006 – 29. Januar 2006 2 Wochen \| 2 \| Rapülők \| Riszájkling \| – \| \| 30. Januar 2006 – 26. Februar 2006 4 Wochen \| 4 \| (Verschiedene Interpreten) \| Best of Musical \| – \| \| 27. Februar 2006 – 5. März 2006 1 Woche \| 1 \| Madonna \| Confessions on a Dance Floor \| – \| \| 6. März 2006 – 9. April 2006 5 Wochen \| 5 \| Andrea Bocelli \| Amore \| – \| \| 10. April 2006 – 23. April 2006 2 Wochen \| 2 \| Zámbó Jimmy \| Jimmyx \| – \| \| 24. April 2006 – 28. Mai 2006 5 Wochen \| 5 \| Tankcsapda \| Mindenki vár valamit \| – \| \| 29. Mai 2006 – 3. September 2006 14 Wochen \| 14 \| Rúzsa Magdolna \| A döntőkben elhangzott dalok \| – \| \| 4. September 2006 – 8. Oktober 2006 5 Wochen \| 5 \| Omega \| Égi jel \| – \| \| 9. Oktober 2006 – 15. Oktober 2006 1 Woche \| 1 \| Presser Gábor \| Tizenkettő \| – \| \| 16. Oktober 2006 – 29. Oktober 2006 2 Wochen \| 2 \| Ákos \| Még közelebb \| – \| \| 30. Oktober 2006 – 19. November 2006 3 Wochen \| 3 \| Nox \| Örömvölgy \| – \| \| 20. November 2006 – 28. Januar 2007 10 Wochen \| 10 \| Rúzsa Magdolna \| Ördögi angyal \| – \| |                                      |                                      |                                      |                           |
| ← 2005 |                                      |                                      |                                      | → 2007 →                  |
| Zeitraum | Wo. ges.                             | Interpret                            | Titel                                | Zusätzliche Informationen |
| (Zeitraum, Wochen auf Platz eins, Interpret, Titel, zusätzliche Informationen) |                                      |                                      |                                      |                           |
| 7. November 2005 – 1. Januar 2006 8 Wochen | 8                                    | Caramel                              | Nyugalomterápia                      | –                         |
| 2. Januar 2006 – 8. Januar 2006 1 Woche | 1                                    | Adagio                               | Adagio                               | –                         |
| 9. Januar 2006 – 15. Januar 2006 1 Woche | 1                                    | Pinokkió                             | Az én albumom!                       | –                         |
| 16. Januar 2006 – 29. Januar 2006 2 Wochen | 2                                    | Rapülők                              | Riszájkling                          | –                         |
| 30. Januar 2006 – 26. Februar 2006 4 Wochen | 4                                    | (Verschiedene Interpreten)           | Best of Musical                      | –                         |
| 27. Februar 2006 – 5. März 2006 1 Woche | 1                                    | Madonna                              | Confessions on a Dance Floor         | –                         |
| 6. März 2006 – 9. April 2006 5 Wochen | 5                                    | Andrea Bocelli                       | Amore                                | –                         |
| 10. April 2006 – 23. April 2006 2 Wochen | 2                                    | Zámbó Jimmy                          | Jimmyx                               | –                         |
| 24. April 2006 – 28. Mai 2006 5 Wochen | 5                                    | Tankcsapda                           | Mindenki vár valamit                 | –                         |
| 29. Mai 2006 – 3. September 2006 14 Wochen | 14                                   | Rúzsa Magdolna                       | A döntőkben elhangzott dalok         | –                         |
| 4. September 2006 – 8. Oktober 2006 5 Wochen | 5                                    | Omega                                | Égi jel                              | –                         |
| 9. Oktober 2006 – 15. Oktober 2006 1 Woche | 1                                    | Presser Gábor                        | Tizenkettő                           | –                         |
| 16. Oktober 2006 – 29. Oktober 2006 2 Wochen | 2                                    | Ákos                                 | Még közelebb                         | –                         |
| 30. Oktober 2006 – 19. November 2006 3 Wochen | 3                                    | Nox                                  | Örömvölgy                            | –                         |
| 20. November 2006 – 28. Januar 2007 10 Wochen | 10                                   | Rúzsa Magdolna                       | Ördögi angyal                        | –                         |